# 圣阿维-圣纳泽尔
圣阿维-圣纳泽尔（法語：Saint-Avit-Saint-Nazaire，法語發音：[sɛ̃.t‿avi sɛ̃ nazɛʁ]）是法国吉伦特省的一个市镇，属于利布尔讷区。该市镇于1973年由原市镇圣阿维（Saint-Avit）和圣纳泽尔（Saint-Nazaire）合并而成。

## 地理
圣阿维-圣纳泽尔（44°51'1"N, 0°15'27"E）面积18.61 平方千米，位于法国新阿基坦大区吉倫特省，该省份为法国西南部沿海省份，是法國本土面积最大的省，北起滨海夏朗德省，西临大西洋，南至朗德省，东南接洛特-加龍省，东临多爾多涅省。
与圣阿维-圣纳泽尔接壤的市镇（或旧市镇、城区）包括：勒弗莱、加尔多讷、圣富瓦港和蓬沙、拉扎克德索西尼亚克、圣皮埃尔代罗、皮讷伊、圣菲利普-迪塞尼亚勒。
圣阿维-圣纳泽尔的时区为UTC+01:00、UTC+02:00（夏令时）。

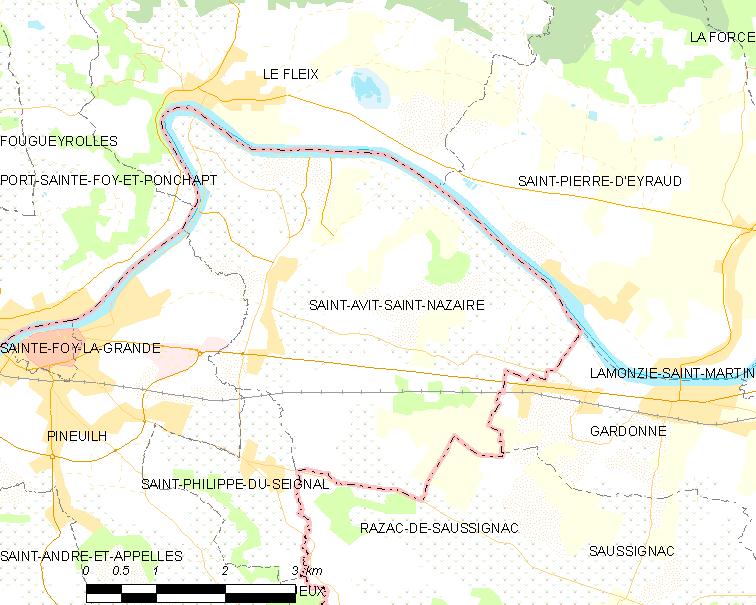
圣阿维-圣纳泽尔的OSM定位图

## 行政
圣阿维-圣纳泽尔的邮政编码为33220，INSEE市镇编码为33378。

## 政治
圣阿维-圣纳泽尔所属的省级选区为勒雷奥莱-莱巴斯蒂德县。

## 人口

1962-2008年间圣阿维-圣纳泽尔人口变化图示

圣阿维-圣纳泽尔于2022年1月1日时的人口数量为1484人。